# Seiko

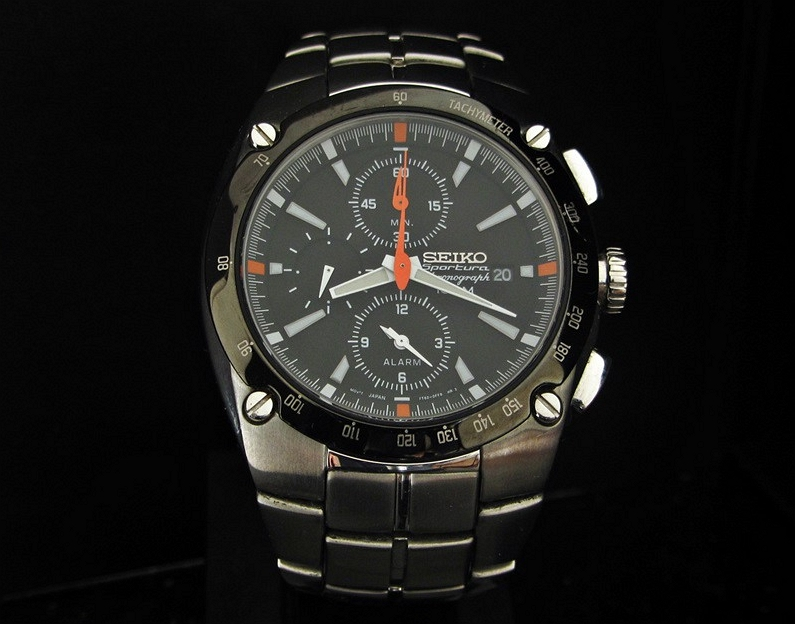
Relógio de pulso Seiko

A Seiko Group Corporation (em japonês: セイコーグループ株式会社; romaniz.: Seikō Hōrudingusu Kabushiki-gaisha), comumente conhecida como Seiko (/ˈseɪkoʊ/ SAY-koh), é uma companhia japonesa que fabrica e vende relógios, dispositivos eletrônicos, semicondutores, produtos ópticos e joias.

## História
A empresa foi fundada em 1881 por Kintarō Hattori quando abriu uma joalheria chamada K. Hattori (em japonês: 服部時計店; Hattori Tokeiten) na área de Ginza, em Tóquio. Onze anos depois, em 1892, começava a produção de relógios sob o nome Seikosha. Em 1924, o nome da empresa mudou de Seikosha para Seiko, começando então a produção de relógios da marca Seiko. Em 1969 a empresa lançou o relógio Seiko Astron, que revolucionou o mundo da relojoaria, iniciando a era dos relógios de quartzo. Nessa época, o preço do Seiko Astron era equivalente a um automóvel de gama média.